# RSVP

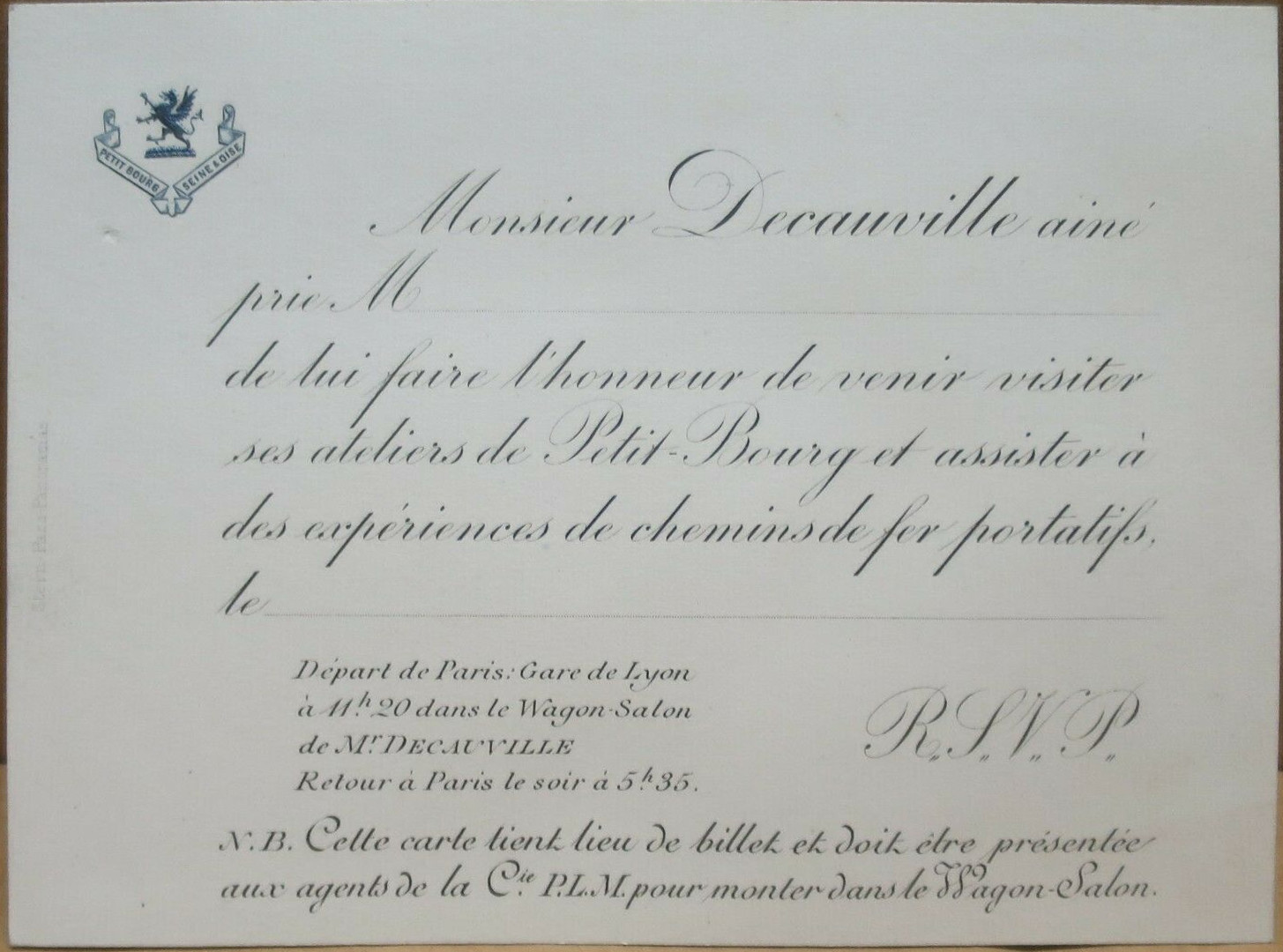
Příklad pozvánky s použitím zkratky R.S.V.P.

RSVP či R.S.V.P. je zkratka užívaná na pozvánkách, která znamená, že hostitel vyžaduje potvrzení účasti. RSVP je zkratka francouzské fráze Répondez s'il vous plaît, což v překladu znamená „prosím odpovězte“. Zkratka je hojně užívána ve frankofonních a severoamerických zemích.
O zkratce R.S.V.P. jako o běžné hovoří i český mistr etikety Ladislav Špaček, i když nevylučuje český ekvivalent RLO (račte laskavě odpovědět).
Guth-Jarkovský prosazoval P.O.L.O (Prosíme o laskavou odpověď).[zdroj?]